# Leben nach dem Tod

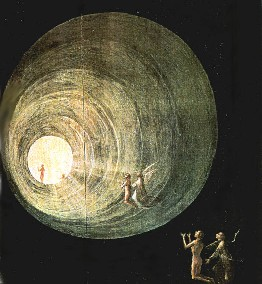
Ausschnitt aus Hieronymus Boschs „Aufstieg der Seligen“. In Nahtoderfahrungen erscheint oft das Motiv von Licht am Ende eines Tunnels.

Die Frage nach einem Leben nach dem Tod eines Menschen ist unter anderem ein philosophisches, religiöses und spirituelles Thema, dessen Erörterung seit dem Altertum bezeugt ist. Zur Beantwortung gibt es verschiedene Ansätze, darunter folgende:
- Ablehnung: Mit dem Hirntod endet die Existenz eines menschlichen Individuums, denn jede Regung im Denken und Fühlen hat eine messbare elektrochemische Entsprechung im Gehirn. Ein Verstorbener lebt nicht als Subjekt weiter (das wäre Wunschdenken), sondern nur in der Erinnerung der Mitmenschen.[1] Einen Sonderfall der Ablehnung des Weiterlebens nach dem Tod bildet die Ganztodtheorie, eine Lehre christlicher Theologen, der zufolge der Tod zwar der gesamten Existenz des Menschen ein Ende setze, aber eine künftige Auferstehung zu erwarten sei.[2]
- Annahme eines Lebens nach dem Tod, das als endgültiger Zustand aufgefasst wird. In vielen Religionen wird das menschliche Leben auf der Erde als eine Reifung oder Bewährung gesehen. Nach dem Tod wechsele das Individuum endgültig in einen anderen Seinszustand (Weiterleben in einem Totenreich, Jenseits, Auferstehung, Himmel, Unsterblichkeit, Hölle, Limbus).
- Reinkarnation: Nach manchen Modellen, die eine Wiedergeburt annehmen, überdauert ein geistiger Anteil des Menschen, seine Seele, den Tod des Körpers. Die Seele, als Träger der Individualität, erscheint später in einem anderen Körper und pflanzt sich von dort aus weiter.

## Religiöse Vorstellungen

### Altes Ägypten
Das „Lebensziel“ des Altägypters stellte die ewige Fortdauer im „Reich des Osiris“ dar, für die der Verstorbene die Einbalsamierung sowie Mumifizierung und die Zustimmung des Totengerichtes benötige. Ein zuvor gelebtes Leben in moralischer Perfektion symbolisierte „das Gute“, das nach „Überprüfung durch das Totengericht“ in das Jenseits übertreten durfte. Während der Körper im Grab verbleibt, verlassen der „Ka“ und der „Ba“ seinen Körper. In den mythologischen Vorstellungen seit dem Neuen Reich entschied sich nach dem Wiegen des Herzens, ob die Seele des Verstorbenen die Reise nach Sechet-iaru antrete oder der Vernichtung durch Ammit anheimfalle.

### Judentum
Im alten Judentum gab es noch keine Vorstellung eines individuellen Lebens nach dem Tod. Von Abraham etwa heißt es, er lebe nicht als Einzelwesen weiter, sondern weil er zu einem großen Volk wurde (Gen 12,2 ). Der Prediger schreibt: „Die Toten aber erkennen nichts mehr. Sie erhalten auch keinen Lohn mehr, denn die Erinnerung an sie ist in Vergessenheit versunken“ (Koh 9,5 ). Erst seit dem Hellenismus finden sich Belege für die Idee einer Unsterblichkeit, die wohl unter dem Eindruck des vielfachen Martyriums in den Makkabäerkriegen entwickelt wurde. So heißt es in Dan 12,2 : „Viele, die unter der Erde schlafen liegen, werden aufwachen, die einen zum ewigen Leben, die andern zu ewiger Schmach und Schande“. Bis in die letzte Zeit vor der Zerstörung des Jerusalemer Tempels im Jahr 70 war der Glaube an ein Leben nach dem Tod unter den jüdischen Gelehrten umstritten. Die Sadduzäer etwa lehnten die Annahme eines ewigen Lebens ab, weil sich in der Tora kein Hinweis darauf findet. Heute ist die Überzeugung, dass es eine Auferstehung der Toten gebe, im Judentum üblich. Insbesondere im orthodoxen Judentum gibt es auch die Vorstellung einer Reinkarnation.
Der jüdische Gelehrte Moses Maimonides erklärt in seinen 13 Glaubenssätzen, die von hoher Bedeutung für das orthodoxe Judentum sind, dass die Gerechten nach der Auferstehung der Toten mit der Kommenden Welt belohnt und die Ungerechten mit der Vernichtung ihrer Seelen bestraft würden.

### Christentum

#### Allgemeine Aussagen
Im Christentum geht man davon aus, dass der Tod infolge des Sündenfalls über die Menschheit und über die ganze gefallene Welt hereingebrochen sei. Der Mensch sei ursprünglich für das Paradies, die Gemeinschaft mit Gott, erschaffen worden. Der Vertrauensbruch beim Sündenfall habe zur Verbannung aus dem Paradies und somit zur räumlichen Trennung von Gott zu Lebzeiten geführt.
Im Christentum wird gelehrt, dass Jesus Christus, der Sohn Gottes, am Kreuz die Strafe für alle Sünder auf sich genommen habe und dass jeder Mensch somit von diesem Fluch erlöst sei. Die Gemeinschaft mit Gott sei somit wieder möglich und gehe über den Tod hinaus. Wer sich in seinem Leben zu Jesus Christus bekenne und ihm sein Vertrauen schenke, werde in die neue Welt Gottes (Himmel, Ewigkeit, Herrlichkeit, Licht) aufgenommen werden.
Am Tage des Jüngsten Gerichts werde der Mensch wieder von Gott zum Leben erweckt (Auferstehung), wobei es sich um einen makellosen und unverweslichen Körper handele. Die Menschen würden nach ihren Taten belohnt oder bestraft. Diejenigen, die im Buch des Lebens verzeichnet sind (die Seligen, die Gerechten, die Barmherzigen und Gnädigen) gingen in das ewige Leben, in das Himmelreich ein und genössen die Anschauung Gottes. Die Feigen aber und Ungläubigen und Frevler und Mörder und Unzüchtigen und Zauberer und Götzendiener und alle Lügner, deren Teil wird in dem Pfuhl sein, der mit Feuer und Schwefel brennt; das ist der Zweite Tod. (Offenbarung des Johannes 21,8).
Der Himmel wird in der Bibel als ein Ort des ewigen Friedens beschrieben, wo es kein Leid, keine Angst, keinen Krieg und keine Krankheiten mehr gebe (Offb 21,1–5 ).

#### Römisch-katholische Lehre
Den Ursprung des Todes sieht die Kirche als Straffolge der Sünde. Adam habe durch Übertretung des göttlichen Gebotes den Tod auf die ganze Menschheit gezogen.

„Dann gebot Gott, der Herr, dem Menschen: Von allen Bäumen des Gartens darfst du essen, doch vom Baum der Erkenntnis von Gut und Böse darfst du nicht essen; denn sobald du davon isst, wirst du sterben.“

Zur Strafe für die Übertretung des göttlichen Prüfungsgebotes sei über die ganze Menschheit der Tod verhängt worden.

„Im Schweiße deines Angesichts sollst du dein Brot essen, bis du zurückkehrst zum Ackerboden; von ihm bist du ja genommen. Denn Staub bist du, zum Staub musst du zurück.“

Es gehört zur römisch-katholischen Lehre, dass sich viele Seelen nach dem irdischen Tod zunächst im Fegefeuer bewähren müssten. Bevor sie endgültig in das Himmelreich eingehen dürften, finde eine abschließende Läuterung statt.
Danach würden alle Toten am Jüngsten Tag mit ihren Leibern wieder auferstehen.

„Denn der Herr selbst wird vom Himmel herabkommen, wenn der Befehl ergeht, der Erzengel ruft und die Posaune Gottes erschallt. Zuerst werden die in Christus Verstorbenen auferstehen; dann werden wir, die Lebenden, die noch übrig sind, zugleich mit ihnen auf den Wolken in die Luft entrückt, dem Herrn entgegen. Dann werden wir immer beim Herrn sein. Tröstet also einander mit diesen Worten!“

Die Vollendung und Erneuerung der Welt bedeute den Abschluss des Werkes Christi. Alle Feinde des Gottesreiches seien überwunden. Jesus übergebe das Reich an Gott, den Vater, ohne seine Herrschermacht und Königswürde abzugeben. Die Gottesherrschaft, das Endziel der Schöpfung und der Sinn der menschlichen Geschichte, beginne.

#### Luther
Martin Luther betont die Abhängigkeit der Seligkeit allein vom Glauben: Der Mensch könne sich die Seligkeit nicht verdienen, sie werde ihm von Gott aus Liebe geschenkt. Der Mensch müsse dies lediglich im Glauben annehmen (sola fide, sola gratia, Rechtfertigung).

#### Sicht der Allversöhnung
Ausleger, die die Allversöhnung bzw. Allaussöhnung vertreten, verweisen darauf, dass die Vorstellung einer Hölle heidnische Ursprünge habe und durch fragwürdige, mittlerweile meist korrigierte Übersetzungen mit der Bibel in Zusammenhang gebracht worden sei (Hades, Scheol, Gehenna). Demnach werde auch der Mensch, der auf dieser Erde nicht zum Glauben habe kommen können (Bekehrung), nach seinem Tod durch Gerichte den Glauben an Christus erlangen.

#### Christliche Theosophie
Nach dem Theosophen Emanuel Swedenborg kommt es schon kurz nach dem Ableben zum Jüngsten Gericht. Dieses Gericht sei eine Enthüllung des Menschen. Während sich die Menschen im Diesseits verstellen konnten, werde im Jenseits die innere Natur eines Menschen sichtbar. Die Bösen ziehe es zu den Bösen und sie quälten sich gegenseitig. Die Guten, bei denen die Gottes- und Nächstenliebe dominieren, fänden auch zu Ihresgleichen. Schon im Mittelzustand fühlten sich die Guten bei den geistigen Engeln wohl. Hier legten sie ihre falschen Grundsätze ab, würden in der rechten Lehre unterwiesen und würden aufwärts zum Himmel geführt.

### Islam
Der Koran stellt zwar fest, dass jeder einmal den Tod erleiden wird, erteilt jedoch nur spärliche und indirekte Angaben zum Zeitraum, der sich zwischen dem individuellen Tod und der Endzeit erstreckt. Nach den Anzeichen der „letzten Stunde“ und der Vernichtung aller Geschöpfe findet am Jüngsten Tag die Auferstehung und Aburteilung der Menschen statt. Zu diesen Anzeichen gehören das Blasen der Trompete (unter anderem in Sure 18,99); ein aus der Erde hervorkommendes Tier, das in einigen Traditionen mit Daddschāl identifiziert wird und von Jesus besiegt werden soll (Sure 27, 82); die Auferweckung im Grab (Sure 30,56); das Entsteigen der Toten aus der Erde (Sure 50,44); das Aufstellen der Waage (Sure 55,7) und die „Abrechnung“ (unter anderem in Sure 13,18). Viele Fragen zum Leben nach dem Tod (الآخرة / al-āḫira bzw. معاد / maʿād) wurden in verschiedenen theologischen und philosophischen Traditionen untersucht; die theologische Richtung der Asch'ariten bestätigte schließlich die Wahrheit der traditionellen Erzählungen über das Leben in der kommenden Welt.
Im Versuch, ein lineares Narrativ zu erstellen, das den Zeitraum vom individuellen Tod des Menschen bis zum Jüngsten Tag umspannt, haben Hadithe und spätere Gelehrte wie al-Ghazālī, al-Qurtubi oder as-Suyuti beim Zeitpunkt angesetzt, an dem der Todesengel die Seele des Verstorbenen wegträgt, worauf die Seele nach der Grablegung – oder auch schon vorher – der verstorbenen Person zurückgebracht wird, so dass sie an den Begräbniszeremonien und den Klagerufen teilnehmen kann. Darauf wird sie von den Engeln Munkar und Nakīr aufgesucht und von ihnen befragt, wobei der Glaube an Gott durch Rezitieren des Glaubensbekenntnisses bewiesen werden muss. Nun besuchen ein oder zwei namenlose Engel den Toten und nehmen die guten und schlechten Taten auf, die am Tag der Auferstehung offenkundig werden. Ungläubige können die Fragen nicht beantworten und werden deshalb auf verschiedene Weise gefoltert, zum Beispiel von Schlangen gebissen oder mit der „Grabeszüchtigung“ (ʿaḏāb al-qabr/عذاب القبر) bestraft, bei der ihr Grab sich stets verengt. Gläubige hingegen werden damit belohnt, dass sich ihr Grab erweitert oder dass ihnen ein Fenster zum Himmel geöffnet wird.
Am Jüngsten Tag entsteigen die Menschen ihren Gräbern und werden zum Jüngsten Gericht aufgeboten, das nach einigen Quellen in Jerusalem stattfinden soll. Dort müssen sie ängstlich und gramvoll den Moment abwarten, bei dem sich zeigt, ob ihre guten oder ihre schlechten Taten überwiegen. Die Gläubigen begegnen dann dem Propheten Mohammed bei einem Teich (al-ḥauḍ/الحوض), wo sie mit seiner Fürbitte gesegnet werden. Die Brücke as-Sirāt, die die Hölle überspannt, muss von jedem begangen werden. Die für den Himmel Bestimmten können die Brücke sicher überqueren, die Verdammten stürzen in die Hölle. Zu diesem Zeitpunkt wird das festgelegte Schicksal – Himmel (Dschanna) oder Hölle (Dschahannam) – offenbar. Einige andere Berichte beschreiben den Aufenthalt der Seelen von Märtyrern in den Leibern grüner Vögel in den Bäumen des Himmels oder unter Gottes Thron vor der Auferstehung, oder es wird geschildert, dass Kinder, Märtyrer und Propheten direkt nach dem Tod in den Himmel gelangen.

### Bahaitum
Nach den Lehren des Bahaitums entzieht sich das Leben nach dem Tod dem menschlichen Verständnis, so wie ein Fötus in der Gebärmutter die Außenwelt (noch) nicht erfassen kann. Die Bahai-Schriften beschreiben die Seele als unsterblich; sie werde sich weiterentwickeln, bis sie Gottes Gegenwart erreicht habe. Nach dem Bahai-Glauben behält die menschliche Seele nach dem Tod des Körpers ihre Individualität und ihr Bewusstsein und kann die Seelen anderer Verstorbener wiedererkennen und mit ihnen auf einer geistigen Ebene kommunizieren.
Nach den Bahai-Schriften wird die menschliche Seele nach dem körperlichen Tod den Wert ihrer eigenen Taten erkennen und kann die Folgen ihrer Taten überblicken. Es wird erwartet, dass jene Seelen, die sich Gott zugewandt haben, Freude erfahren werden, während sich diejenigen, die sich in ihrem Irrtum verstrickt haben, ihrer verpassten Möglichkeiten bewusst werden. Außerdem können sie die Errungenschaften derer, welche die gleiche Stufe erreicht haben, erkennen, nicht jedoch diejenigen der Seelen, die eine höhere Entwicklungsstufe erreicht haben.

### Buddhismus
Buddha Siddhartha Gautama übernahm aus dem Hinduismus die Lehre einer Kette von Wiedergeburten. Jedoch kennt der Buddhismus kein Konzept einer Seele und lehrt eine Wiedergeburt ohne Seelenwanderung durch bedingtes Entstehen. Die Kette der Wiedergeburten bedeute Leid, das erst am Ende dieser Kette in einem Zustand der Nicht-Existenz ende: jeder Mensch werde zunächst immer wieder in diese Welt geboren, da er sich ohne Erleuchtung nicht von seinem Lebensdurst lösen könne. Da Leben notwendigerweise auch Leiden bedeute, ist es das Ziel eines Buddhisten, emotionale Bindungen an die Welt zu überwinden und nicht an Leidenschaften gefesselt zu sein. So könne das Nirwana, das Ende der Wiedergeburten, erlangt werden. Buddha hat es der Überlieferung gemäß abgelehnt, über ein Leben nach dem Tod zu sprechen, weil es nicht zum Loslassen und zum inneren Frieden führe, sich mit dieser Frage zu beschäftigen. Überliefert sind als Schlüsselworte über die unumkehrbare Vergänglichkeit von Strukturen (von „Zusammengesetztem“): „Hab ich denn das, Anando, nicht vorher schon verkündet, dass eben alles, was einem lieb und angenehm ist, verschieden werden, aus werden, anders werden muss? Woher könnte das hier, Anando, erlangt werden, dass was geboren, geworden, zusammengesetzt, dem Verfall unterworfen ist, da doch nicht verfallen sollte: das gibt es nicht.“

#### Zen-Buddhismus
Im Zen ist der Tod ein Aspekt des Lebens. Es gäbe nichts zu erreichen, also auch keine Wiedergeburt und keine Unsterblichkeit. Leben und Tod sind für den Zen-Buddhismus gleichberechtigte Konzepte, die auf einem eingegrenzten Bewusstsein basieren. Ewiges Leben sei das Bewusstsein selbst. Diese Wirklichkeit konkret zu erfahren, sei der Weg des Zen. Für den Erleuchteten ist die Vorstellung eines Todes als eines tristen Endes eine „Ungeheuerlichkeit“ (Willigis Jäger). Eine Geschichte aus dem alten Japan zeigt diesen radikalen Lebensbezug deutlich:
„Meister, gibt es ein Leben nach dem Tod?“

„Das weiß ich nicht.“

„Aber bist du denn nicht der Meister?“

„Ja, aber kein toter Meister.“

#### Tibetischer Buddhismus
Im Tibetischen Buddhismus glaubt man an einen Zwischenzustand (Bardo), der im Todesmoment beginne und mit der nächsten Inkarnation ende, sofern jemand dem Kreislauf der Wiedergeburten noch nicht entronnen sei. Eine ausführliche Darstellung findet man im Bardo Thödröl aus dem 8. Jahrhundert, in deutscher Sprache Tibetisches Totenbuch genannt. Hier wird die Wissenschaft vom Tod als die Grundlage für die Kunst des Sterbens bezeichnet.
Der Verstorbene sehe im Todesmoment das helle Licht der Weisheit, durch welches er zur Buddhaschaft gelangen kann. Es gebe verschiedene Gründe, warum Verstorbene diesem Licht nicht folgen. Manche hätten keine Unterweisung über den Zwischenzustand in ihrem früheren Leben. Andere seien es seit langem gewohnt, nur ihren tierischen Instinkten zu folgen. Und einige hätten Angst vor dem Licht. Dies sei eine Folge von schlechten Taten, Verblendung, hartnäckigem Stolz, gebrochenen Gelübden oder geringer Vertrautheit mit Tugendhaftem.
Im Zwischenzustand könnten Strömungen aus dem Unbewussten aufsteigen, die extreme Stimmungen oder Visionen auslösen. Es sei wichtig zu erkennen, dass einschüchternde Visionen nur Reflexionen der eigenen, inneren Gedanken sind. Man könne nicht verletzt werden, da man keinen materiellen Körper habe. Im Zwischenzustand solle man tugendhaft sein und eine positive Haltung annehmen.
Die Verstorbenen bekämen Hilfe von unterschiedlichen Buddhas, die ihnen einen Weg zur Buddhaschaft aufzeigten. Diejenigen, welche dem Weg nicht folgen, bekämen Ratschläge für eine bessere Wiedergeburt. Zunächst müssten sie sich von Anhaftungen aus ihrem vorigen Leben lösen. Es wird empfohlen, für die Wiedergeburt eine Familie zu suchen, in der die Eltern großes Vertrauen in den Dharma besitzen. Der Wille solle darauf ausgerichtet sein, bei der Inkarnation zum Wohle aller Wesen zu wirken. So wachse man zur Erleuchtung.

### Indien
Siehe dazu Vedische Religion.

### Volksreligiöse Vorstellungen
Für die Swanen, ein georgisches Bergvolk, ist der Tod lediglich durch eine „dünne Wand“ vom Leben getrennt. Sie glauben, dass ihre verstorbenen Angehörigen sich um das Seelenheil der noch Lebenden kümmern. Ebenso kümmern sie sich um das Seelenheil ihrer Verstorbenen. Diese „Wand-Metapher“ lässt sich besonders gut an den swanischen Sakralbauten ablesen. Auf den Innenwändern vieler swanischer Kirchen sind – wie in anderen Religionen auch üblich – Heilige zu sehen, wohingegen auf der Außenseite weltliche Persönlichkeiten – wie z. B. Könige – abgebildet sind. Gottesdienste werden in Swaneti zumeist außen an der Kirche abgehalten, statt in ihr. Der Raum innerhalb der Kirche ist den Seelen der Verstorbenen vorbehalten. Der Höhepunkt der Erinnerung an die Verstorbenen und die Ehrung derer Seelen ist das jährlich stattfindende Lipanali-Fest.

## Bekannte Sterbeforscher
Maurice S. Rawlings war ein US-amerikanischer Kardiologe, Arzt von Präsident Eisenhower und der Joint Chiefs of Staff. Er kritisierte an anderen Sterbeforschern wie Moody und Kübler-Ross, dass deren Interviews mit Betroffenen nie unmittelbar nach der Wiederbelebung stattfanden, sondern in der Regel einige Wochen danach. Bei zeitnahen Interviews gebe es nicht nur positive, sondern auch negative (Höllen-)Berichte aus dem Jenseits, was Moody und Kübler-Ross übersähen. Rawlings war Autor verschiedener Bücher, wie: „Jenseits der Todeslinie – Neue klare Hinweise auf die Existenz von Himmel und Hölle“ (1987), „Zur Hölle und zurück – Leben nach dem Tod“ (1996), die in mehrere Sprachen übersetzt wurden.
Raymond A. Moody war einer der ersten, die die Erlebnisse von Patienten, die klinisch tot waren und wiederbelebt wurden, systematisch untersuchten. Er fand dabei eine hohe Übereinstimmung der Wiedergaben.
Elisabeth Kübler-Ross interviewte zahlreiche todkranke Menschen und beschrieb in ihrer Arbeit die „fünf Phasen des Sterbens“. Gemeint ist damit, wie sich Patienten mit der Einsicht auseinandersetzen, dass sie bald sterben müssen. Ebenso beschäftigte sie sich mit Nahtoderfahrungen.
Bernard Jakoby ist ein deutscher Sterbeforscher, der zu ähnlichen Ergebnissen kommt wie Moody.
Pim van Lommel ist Kardiologe und führt prospektive Untersuchungen zum Thema Nahtod durch.
Sam Parnia ist ein US-amerikanischer Kardiologe, der am Weill Cornell Medical College in New York City an Nahtoderfahrungen und außerkörperlichen Erfahrungen forscht.
Im Zuge der von ihm durchgeführten AWARE-Studie verfügte ein Patient während der Reanimation angeblich über eine äußere Wahrnehmungsfähigkeit von bis zu drei Minuten.
Markolf Niemz ist ein deutscher Biophysiker. Niemz setzt sich mit einem neuen Zweig der Sterbeforschung, der Nahtodforschung, auseinander.
Bruce Greyson ist ein US-amerikanischer Psychiater und Neurowissenschaftler. Er ist Professor für Psychiatrie und Direktor Division of Perceptual Studies an der Universität von Virginia und damit direkter Nachfolger von Ian Stevenson. Er ist Gründungsmitglied der International Association for Near-Death Studies (IANDS) und ist bekannt für seine Arbeit auf dem Gebiet der Nahtoderfahrung.
Peter Fenwick ist ein britischer Neuropsychiater und Neurophysiologe, mit Schwerpunkt auf Forschungen zur Epilepsie sowie zu Nahtod-Studien.

## Empirische Forschung
Bereits antike Texte, z. B. von Plinius dem Jüngeren und dem chinesischen Philosophen Mozi, zeugen von Versuchen, die Frage nach dem Leben nach dem Tod empirisch durch die Erforschung von Fällen von Spuk und Visionen von Gespenstern zu beantworten. Die systematische Erforschung dieser Frage in unserer Zeit beginnt mit der Gründung der Society for Psychical Research in London im Jahr 1882. Dabei erforscht man u. a. mutmaßliche Erscheinungen von Verstorbenen und behauptete Kommunikation durch diese, „instrumentelle Transkommunikation“ (die Aufnahme von Stimmen, denen ein paranormaler Ursprung zugeschrieben wird, auf Band), das Phänomen der Medien und Séancen sowie Nahtoderfahrungen und außerkörperliche Erfahrungen. Die Parapsychologie stellt sich die Aufgabe, derartige Phänomene zu untersuchen. Auch die Sterbeforschung befasst sich mit diesem Thema. Skeptiker bestreiten die Beweiskraft der auf solchen Phänomenen basierenden Argumentation.

## Thanatosoziologie
In der Thanatosoziologie beschäftigen sich Soziologen, wie z. B. Hubert Knoblauch, mit Nahtod-Erfahrungen und dem gesellschaftlichen Umgang mit dem Tod, beispielsweise in der Institutionalisierung des Sterbens.

## Nachtod-Kontakt und Medium
Manche glauben an Nachtod-Kontakte bzw. daran, dass sog. Medien Kontakte zu verstorbenen Menschen herstellen können. Dieser sog. Mediumismus ist in Europa insbesondere stark in England, Wales und in der Schweiz verbreitet. In England und Wales gilt Medium als anerkannter Beruf mit eigener Gewerkschaft und eigenen Schulen und Ausbildungszentren. In England und Wales treten Medien in vielen Kirchen auf. In der Schweiz führen viele Medien eigene Praxen und treten auf großen Bühnen und im Fernsehen auf.

## Rezeption in Literatur, Musik und Film
Zu den literarischen Werken, in denen ein Leben nach dem Tod thematisiert wird, zählen die Novelle Der Baron Bagge von Alexander Lernet-Holenia (1936) und Karl Mays Romane Am Jenseits (1899) und Im Reiche des silbernen Löwen III (1902).
Die Bläck Fööss haben 1998 ein Lied mit dem Titel Ein Leben nach dem Tod veröffentlicht. Jebroer & Dr Phunk  haben 2018 das Lied Leben Nach Dem Tod  aufgenommen.
Filme, in denen die Thematik eine zentrale Rolle spielt, sind Ghost – Nachricht von Sam, Beetlejuice, The Sixth Sense, Hereafter von Clint Eastwood (2010) und Stay von Marc Forster (2008). Außerdem wird es in der Fernsehserie Ghost Whisperer – Stimmen aus dem Jenseits thematisiert.

## Umfragen
Laut einer Befragung von 1003 Personen in Deutschland im März 2019 glauben 40 Prozent an ein Leben nach dem Tod; 2005 waren es 45 Prozent. Besonders ausgeprägt ist der Glauben bei Katholiken (53 Prozent) und Protestanten (41 Prozent), während nur 25 Prozent der befragten Konfessionslosen daran glauben. Eine weitere Umfrage vom November 2021 mit 2091 Befragten kam zu dem Ergebnis, dass 31 Prozent der Menschen an ein Leben nach dem Tod glauben; 38 Prozent glauben nicht daran, 26 Prozent gaben „Weiß nicht“ an und 5 Prozent gaben nichts an. Frauen glauben zu 36 Prozent und Männer zu 26 Prozent an ein Weiterleben. Im Westen glauben 33 Prozent an ein Weiterleben, im Osten sind es 20 Prozent. Freikirchler glauben zu 53 Prozent an ein Leben nach dem Tod, Katholiken glauben daran zu 39 Prozent und landeskirchliche Protestanten zu 36 Prozent.